# Lau Siu Ming
Lau Siu Ming (chinês tradicional: 劉兆銘, chinês simplificado: 刘兆铭, pinyin: Liú Zhàomíng; Hong Kong, 13 de outubro de 1931) é um dançarino e ator de Hong Kong. Ele começou sua carreira de ator na TVB. Ele estrelou o filme "The Butterfly Murders" pela primeira vez em 1979. Embora ele seja mais conhecido por seus papéis em The Legend of the Condor Heroes, o filme de artes marciais de 1990 Swordsman, A Chinese Ghost Story, A Chinese Ghost Story II e A Chinese Ghost Story III. Em 2006, ele foi indicado ao prêmio de Melhor Ator Coadjuvante no 11º Prêmio Bauhinia de Ouro de Hong Kong por interpretar o Tio Fantasma no filme Re-cycle.

## Vida pregressa
Lau Siu-ming nasceu em 1931 e sua casa ancestral é a cidade de Longkou, cidade de Heshan, Jiangmen, Guangdong. Quando ele era jovem, ele viajou sozinho pelo oceano e trabalhou como trabalhador de armazém em um navio de cruzeiro. Mais tarde, ganhou uma bolsa para dançar no Classical Ballet Research Centre em Cannes, França.

## Carreira
Lau Siu-ming tem profundas realizações na dança. Ele é um dos pioneiros da indústria da dança de Hong Kong e o primeiro dançarino de Hong Kong a emergir internacionalmente. Mais tarde, ele abriu uma escola de dança para treinar jovens atores, por isso foi chamado de "Ming sir".
Seu primeiro papel como ator foi no filme "The Butterfly Murders" em 1979.
Em 1987, estrelou o filme de fantasia "A Chinese Ghost Story", dirigido por Tsui Hark e Cheng Xiaodong, estrelado por Leslie Cheung e Wang Zuxian. No filme, ele retratou com sucesso o yin e o yang da avó dríade; Alcançou bons resultados de bilheteria e fez com que os filmes de fantasias fantasmas se tornassem a tendência dos filmes de Hong Kong novamente.
Em 1994, estrelou o drama amoroso "Goodbye, My Wife", dirigido por Li Guoli, e interpretou Dong Liguang na série; no mesmo ano, estrelou o filme de ação "Drunken Master II" dirigido por Liu Jialiang, estrelado por Jackie Chan e Anita Mui, e interpretou Chiu na série; Com uma bilheteria de 40,97 milhões de dólares de Hong Kong, o filme conquistou o vice-campeonato anual de bilheteria de Hong Kong e foi selecionado como "um dos dez melhores filmes do mundo em 1994" pela revista americana "Revista Time".
Em 2001, Lau Siu-ming aceitou o convite para interpretar "White Snake" do Hong Kong Ballet e "Blessings of Love" da Hong Kong Dance Company. Com seus anos de experiência em artes cênicas, ele liderou as duas peças de teatro e foi premiado com o Hong Kong Dance Award de 2002.
Em 27 de junho de 2007, aos 76 anos, Lau Siu-ming recebeu o título de Membro Honorário da Academia de Artes Cênicas de Hong Kong em reconhecimento às suas realizações.
Em 2009, estrelou o drama de guerra comercial "Fuguimen", dirigido por Zhuang Weijian, estrelado por Lu Liangwei e Yuan Anita, e interpretou Dong Tianzhu na série. Em 2010, juntamente com Chung King Fai e Lu Weiluan (Xiao Si), ganhou o Prêmio de Contribuição Artística Extraordinária do "Prêmio de Desenvolvimento Artístico de 2009 de Hong Kong".
Em 16 de dezembro de 2013, Lau Siu-ming ganhou o 46º Prêmio de Artista Performático Milhares de Estrelas da TVB.
Em 2017, estrelou a série de TV "Casino Heroes", este drama é obra de Lau que está afastado das telas há 5 anos. Mais tarde, em entrevista, ele revelou que não havia filmado um drama por muito tempo porque sua esposa faleceu em 2012. Foi um longo período de de dias infelizes. Ela costumava ser a fã de cinema mais leal. Depois de assistir a todas as séries e filmes, ela se avaliava da perspectiva do público. Às vezes, suas palavras honestas me deixaram profundamente zangado, mas quando ela partiu para sempre, senti que a parte mais importante da minha vida também partiu com ela. O contrato de Lau com a TVB expirou em janeiro de 2019.
Em 2020, Liu Zhaoming, então com 88 anos, estrelou o drama da ViuTV "Bridge of Sighs", que é fruto da ausência de Liu Zhaoming das telas por 3 anos.

## Vida pessoal
A esposa de Lau, Cheung Wai Ling, morreu de câncer. Em 31 de outubro de 2012 aos 50 anos, uma cerimônia fúnebre foi realizada na Igreja da Santa Cruz em Sai Wan Ho. Amigos do círculo, Liu Songyan, Huang Qiusheng, Guo Aiming e Chen Jinhong, etc. participaram da cerimônia.

## Filmografia

### Séries de televisão
| Ano  | Título                                    | Título Chinês | Papel                           | Ref |
| ---- | ----------------------------------------- | ------------- | ------------------------------- | --- |
| 1981 | The Shell Game II                         | 千王羣英會    | Chou Da Qian                    |     |
| 1981 | The Young Heroes of Shaolin               | 英雄出少年    | Lei Ba San                      |     |
| 1982 | Hero Without Tears                        | 青鋒劍影      | Função de Apoio                 |     |
| 1982 | The Wild Bunch                            | 十三太保      | Zhu Wen                         |     |
| 1982 | The Legend of Master So                   | 蘇乞兒        | Função de Apoio                 |     |
| 1982 | Soldier of Fortune                        | 香城浪子      | Poon Kai Hang                   |     |
| 1982 | The Emissary                              | 獵鷹          | Luk Yat Fan                     |     |
| 1983 | Woman on the Beat                         | 警花出更      | Pai de Ming Ming                |     |
| 1984 | Police Cadet '84                          | 新紮師兄 I    | [Pai de Cheung Wai Kit]         |     |
| 1984 | The Old Miao Myth                         | 老洞          | Tse Kong                        |     |
| 1984 | The Return of the Condor Heroes           |               | Monge Yuk Deng                  |     |
| 1984 | The Duke of Mount Deer                    | 鹿鼎記        | Eunuco Hoi Dai Fu               |     |
| 1984 | Once Upon an Ordinary Girl                |               | Chun Gaan [pai de Siu Maan]     |     |
| 1984 | The Smiling, Proud Wanderer               |               | Yam Ngo Hun                     |     |
| 1985 | Happy Spirit                              |               | Ha Siu Tin                      |     |
| 1985 | The Yang's Saga                           |               | Função de suporte               |     |
| 1985 | The Battle Among the Clans                |               | Função de suporte               |     |
| 1985 | The Rough Ride                            |               | Tse Kai Cheung [Pai de Bik Wah] |     |
| 1985 | Legend of the General Who Never Was       |               | Função de suporte               |     |
|      | Police Cadet '85                          | 新紮師兄 II   | [Pai de Cheung Wai Kit]         |     |
| 1986 | The New Heaven Sword and the Dragon Sabre |               | Yeung Ding Tin                  |     |
| 1986 | General Father, General Son               |               | Lee Sai Man/Tong Tai Chung      |     |
| 1987 | Police Cadet 1988                         | 新紮師兄 III  | [Pai de Cheung Wai Kit]         |     |
| 1992 | The Commandments                          |               | Função de suporte               |     |
| 1993 | The Legendary Ranger                      |               | Wong Kong                       |     |
| 1994 | Filthy Rich                               |               | Mo Tin Dok                      |     |
| 1994 | Shades of Darkness                        |               | Função de suporte               |     |
|      | Fate of the Clairvoyant                   | 再見亦是老婆  | Gong Bak                        |     |
| 1995 | The Criminal Investigator                 |               | Support Role                    |     |
| 1996 | The Criminal Investigator II              |               | Gwai [pai de Chi Chung]         |     |
| 2000 | At the Threshold of an Era II             |               | Chun Kam [pai de Nick]          |     |
| 2003 | The Driving Power                         |               | Ding Ha                         |     |
| 2003 | Seed of Hope                              |               | Função de suporte               |     |
| 2009 | Born Rich                                 |               | Tung Teen Chuk                  |     |
| 2011 | Wax and Wane                              |               | Função de suporte               |     |
| 2017 | Bet Hur                                   |               | Função de suporte               |     |
| 2018 | Shadow of Justice                         |               | Função de suporte               |     |
| 2020 | The Gutter                                |               | [Pai de Tomás]                  |     |

### Filmes
| Ano  | Título                               | Título Chinês | Papel                           | Ref |
| ---- | ------------------------------------ | ------------- | ------------------------------- | --- |
| 2015 | Lost in Wrestling                    |               | Função de suporte               |     |
| 2007 | The Detective                        |               | Tio Cheung                      |     |
| 2006 | Shaolin Vs Evil Dead: Ultimate Power |               | Função de suporte               |     |
| 2005 | Set to Kill                          |               | Tio Fantasma                    |     |
| 2003 | The Medallion                        |               | [Comerciante de Antiquários]    |     |
| 2000 | China Strike Force                   |               | Tio Ma                          |     |
| 1997 | Kitchen                              |               | Sr. Chiu                        |     |
| 1995 | Faithfully Yours                     |               | Tio Tim                         |     |
| 1994 | Mermaid Got Married                  |               | Tio Lau                         |     |
| 1993 | The Untold Story                     |               | Cheng Lam                       |     |
| 1993 | The Incorruptible                    |               | [Chefe da tríade do continente] |     |
| 1992 | The Prince of Temple Street          |               | Hao                             |     |
| 1992 | Casino Tycoon II                     |               | Nieh Ao Tien                    |     |
| 1992 | Casino Tycoon                        |               | Nieh Ao Tien                    |     |
| 1991 | Son on the Run                       |               | Sr Chang                        |     |
| 1991 | Bullet For Hire                      |               | Função de suporte               |     |
| 1991 | A Chinese Ghost Story III            |               | [Cuidador do Tio Fan]           |     |
| 1991 | Blue Lightning                       |               | Lai Sai Leung                   |     |
| 1991 | The Raid                             |               | [Coronel chinês]                |     |
| 1991 | Phantom War                          |               | Lau Min                         |     |
| 1991 | An Eternal Combat                    |               | Função de suporte               |     |
| 1990 | Rebel from China                     |               | Chan Ting Bong                  |     |
| 1990 | Front Page                           |               | Irmão Shun                      |     |
| 1990 | A Chinese Ghost Story II             |               | Lord Fu                         |     |
| 1990 | Killer's Romance                     |               | Tio Pa                          |     |
| 1990 | The Swordsman                        |               | Ngok Bak Kwan                   |     |
| 1990 | Stage Door Johnny                    |               | Função de suporte               |     |
| 1989 | The Truth: Final Episode             |               | Sr. Ming                        |     |
| 1989 | Devil Hunters                        |               | Chai Yan                        |     |
| 1989 | The Black Wall                       |               | [Chefe do Bon]                  |     |
| 1988 | The Crazy Companies 2                |               | Fok Ka Tung                     |     |
| 1988 | Last Romance                         |               | [Pai de Nancy]                  |     |
| 1988 | The Vampire Partner                  |               | Função de suporte               |     |
| 1988 | Police Story 2                       |               | [Funcionário sênior da polícia] |     |
| 1988 | Walk on Fire                         |               | Oficial Chan                    |     |
| 1988 | The Truth                            |               | [Ajudante de Raymond]           |     |
| 1987 | A Better Tomorrow 2                  |               | Inspetor Wu                     |     |
| 1987 | A Chinese Ghost Story                |               | [Diabo da Árvore]               |     |
| 1985 | The Unwritten Law                    |               | Função de suporte               |     |
| 1982 | Demi-Gods and Semi-Devils            |               | Duen Yin Hing                   |     |